# Гото, Кадзусигэ
Кадзусигэ Гото (яп. 後藤和茂) — учёный в области параллельных вычислений, известный своими низкоуровневыми оптимизациями ассемблерных программ для супер- и персональных компьютеров, которые по производительности легко превосходили код, автоматически созданный компилятором. Долгое время его библиотека для Basic Linear Algebra Subprograms, известная как GotoBLAS, обладала рекордной производительностью, хотя в 2013 году его рекорд быстродействия в перемножении матриц был превзойдён в пакете PLASMA Джека Донгарры. Из одиннадцати самых мощных суперкомпьютеров в мире несколько (семь в 2003, четыре в 2006) используют его код для проверки своей производительности, что даёт им прирост в скорости до 50 %.
Гото проработал в университете Техаса с 2004 по 2010 годы, после чего перешёл в Microsoft в отдел Technical Computing Group, откуда в июле 2012 он перешёл в Intel.